# Viking HC
Viking HC, tidigare IK Viking, bildad 31 december 1949, är en ishockeyklubb från Hagfors i Värmland som spelar i HockeyTrean Värmland sedan säsongen 2020/21.

## Historia
Föreningen bildades 1901 som Idrottsföreningen Viking. Ishockey togs upp på programmet hösten 1949 och den första matchen spelades nyårshelgen 1949/50 och deltog i seriespel från 1950. Efter fyra säsonger tog man sig till Division II 1953/1954. Föreningens framgångsrikaste säsonger var säsongerna 1963/1964 och 1964/1965 då man spelade i Allsvenskan. Efter att ha åkt ur 1965 återkom man aldrig till högsta serien.

## Säsonger och statistik
| Säsong                                    | Division             | Placering | Playoff/Kval                            |
| ----------------------------------------- | -------------------- | --------- | --------------------------------------- |
| 1953/1954                                 | Division II Västra B | 4         |                                         |
| 1954/1955                                 | Division II Västra B | 3         |                                         |
| 1955/1956                                 | Division II Västra B | 4         |                                         |
| 1956/1957                                 | Division II Västra B | 2         |                                         |
| 1957/1958                                 | Division II Västra B | 5         |                                         |
| 1958/1959                                 | Division II Västra B | 2         |                                         |
| 1959/1960                                 | Division II Västra B | 2         |                                         |
| 1960/1961                                 | Division II Västra B | 2         |                                         |
| 1961/1962                                 | Division II Västra B | 2         |                                         |
| 1962/1963                                 | Division II Västra B | 1         | 2:a i kvalserien, nerflyttade           |
| 1963/1964                                 | Division I Södra     | 6         | 4:a i kvalificeringsserien              |
| 1964/1965                                 | Division I Södra     | 6         | 3:a i kvalificeringsserien, nerflyttade |
| 1965/1966                                 | Division II Västra B | 2         |                                         |
| 1966/1967                                 | Division II Västra B | 5         |                                         |
| 1967/1968                                 | Division II Västra B | 4         |                                         |
| 1968/1969                                 | Division II Västra A | 6         |                                         |
| 1969/1970                                 | Division II Västra B | 9         | nerflyttade                             |
| 1970–1972 spelade man i lägre divisioner. |                      |           |                                         |
| 1972/1973                                 | Division II Södra B  | 3         |                                         |
| 1973/1974                                 | Division II Södra B  | 7         |                                         |
| 1974/1975                                 | Division II Södra B  | 8         | nerflyttade                             |

Till 1975 gjordes en större serieomläggning inom svensk ishockey. Viking hade placerat sig dåligt 1975 och fick inte vara med i någon av de två högsta serierna, men återkom till 1978. Storhetstiden var dock över och man deltog endast sporadiskt i de högre serierna. Efter en konkurs 2004 ombildades föreningen i nya föreningar en för varje idrott. Ishockeyföreningen fick namnet Viking HC. Den nya föreningen har aldrig spelat i division 1 eller högre.
| Säsong                                    | Division         | Placering | Vårserie | Playoff/Kval |
| ----------------------------------------- | ---------------- | --------- | -------- | ------------ |
| 1978/1979                                 | Division I Södra | 6         |          |              |
| 1979/1980                                 | Division I Södra | 9         |          | nerflyttade  |
| 1980-1987 spelade man i lägre divisioner. |                  |           |          |              |
| 1987/1988                                 | Division I Södra | 10        |          |              |
| 1988–2002 spelade man i lägre divisioner. |                  |           |          |              |
| 2002/2003                                 | Division 1 Södra | 5         |          |              |
| 2003/2004                                 | Division 1 Södra | 8         |          |              |

## Kända hockeyspelare från IK Viking/Viking HC
- Linus Persson
- Victor Ejdsell
- Emil Kruse
- Conny Evensson
- Stefan Erkgärds